# Bipolarismo
Si definisce bipolare un sistema politico che vede la contrapposizione di due blocchi distinti; a livello nazionale essi sono rappresentati, di solito, da due coalizioni o raggruppamenti di partiti e/o movimenti, che si contendono la conquista del potere.

## Nelle relazioni internazionali
In campo internazionale esempio tipico di sistema "bipolare" è stato quello prodotto, dopo la fine della seconda guerra mondiale, dalla cosiddetta Guerra fredda, cioè la contrapposizione tra gli stati appartenenti al blocco sovietico e quelli appartenenti al blocco atlantico.

## Nella scienza politica
Un'importante distinzione deve essere fatta tra un sistema bipolare bipartitico o pluripartitico. Il primo si ha quando la contrapposizione politica si ha, prevalentemente, tra due partiti; mentre la seconda quando tale contrapposizione si ha tra una pluralità di forze politiche. La propensione verso l'uno o verso l'altro sistema dipende dal sistema elettorale presente. Quanto più il sistema elettorale sarà improntato verso il maggioritario, tanto più si tenderà a creare un sistema bipartitico..

### La situazione politica italiana
L'Italia, dalla fine della seconda guerra mondiale in poi, ha visto una diversificata composizione, che nel primo quarantennio è apparsa operare a discapito della celerità decisionale. 
Dal 1946 al 1964, vi è stato un bipolarismo tra Centro (DC, PSDI, PRI, PLI) e Sinistra (PSI, PCI). Dal 1964 in poi la partecipazione del PSI ai governi con la DC ha determinato la nascita di un bipolarismo tra Centro-Sinistra e Sinistra, con l'esclusione del Movimento Sociale Italiano e di partiti minori. È bene precisare, però, che il  sistema proporzionale puro, in uso fino al 1993, ha favorito, soprattutto, dagli anni ottanta in poi, la nascita di partiti esterni ai "poli" maggiori, come la Lega Nord o i Verdi.
Alle politiche del 1994, con l'introduzione del sistema maggioritario con recupero proporzionale, in Italia si è assistito alla nascita di un sistema  "tripolare": Polo del Buon Governo-Polo delle Libertà (centro-destra); Patto per l'Italia (centro); Alleanza dei Progressisti (centro-sinistra).
Già, però, nel 1996 in Italia si ebbe il ritorno ad un sistema bipolare, ma più marcato del precedente. Si contrapposero, infatti, due coalizioni: L'Ulivo, poi L'Unione, (centro-sinistra) e  Polo per le Libertà, poi Casa delle Libertà, (centro-destra).
L'assetto di alleanze bipolari è terminato nel 2008, con lo sfaldamento delle due coalizioni e la nascita di due soggetti politici unitari a forte vocazione maggioritaria, quali il Partito Democratico e Il Popolo della Libertà, nati dall'unione dei principali partiti, rispettivamente, di centro-sinistra e centro-destra, che hanno scelto alleanze ristrette, e non più aperte in funzione di un sistema bipolare come fino ad allora avvenuto.
I pilastri dell'attuale sistema politico italiano sono tre:
- Bipolarismo;
- Bipartitismo;
- Democrazia dell'alternanza.

Con la nascita dei c.d. terzi poli e con l'affermazione del Movimento 5 Stelle nel 2013, il sistema italiano viene a configurarsi come tripolare, data la presenza di tre poli con ambizioni di governo (Partito Democratico, Movimento 5 Stelle e centro-destra).